# Chengguan (socken i Kina, Henan, lat 35,68, long 114,55)
Chengguan (kinesiska: 城关, 城关乡) är en socken i Kina. Den ligger i provinsen Henan, i den centrala delen av landet, omkring 130 kilometer nordost om provinshuvudstaden Zhengzhou.
Genomsnittlig årsnederbörd är 669 millimeter. Den regnigaste månaden är juli, med i genomsnitt 237 mm nederbörd, och den torraste är januari, med 3 mm nederbörd.